# Eleni Artymata
Eleni Artymata (in greco Ελένη Αρτυματά?; Paralimni, 16 maggio 1986) è una velocista cipriota.

## Palmarès
| Anno | Manifestazione                    | Sede             | Evento      | Risultato        | Prestazione | Note                          |
| ---- | --------------------------------- | ---------------- | ----------- | ---------------- | ----------- | ----------------------------- |
| 2001 | Mondiali allievi                  | Debrecen         | 200 m piani | Batteria         | 26"02       |                               |
| 2003 | Giochi dei piccoli stati d'Europa | Marsa            | 100 m piani | 4ª               | 12"25       |                               |
| 2003 | Giochi dei piccoli stati d'Europa | Marsa            | 200 m piani | Bronzo           | 24"91       |                               |
| 2003 | Mondiali allievi                  | Sherbrooke       | 200 m piani | Semifinale       | 24"86       |                               |
| 2005 | Giochi dei piccoli stati d'Europa | Andorra la Vella | 100 m piani | Oro              | 11"67       |                               |
| 2005 | Giochi dei piccoli stati d'Europa | Andorra la Vella | 200 m piani | Oro              | 23"98       |                               |
| 2005 | Giochi dei piccoli stati d'Europa | Andorra la Vella | 4×100 m     | Oro              | 46"45       |                               |
| 2005 | Giochi del Mediterraneo           | Almería          | 100 m piani | 5ª               | 11"76       |                               |
| 2005 | Giochi del Mediterraneo           | Almería          | 200 m piani | 4ª               | 23"82       |                               |
| 2005 | Europei juniores                  | Kaunas           | 100 m piani | Bronzo           | 11"74       |                               |
| 2005 | Europei juniores                  | Kaunas           | 200 m piani | 5ª               | 23"83       |                               |
| 2006 | Giochi del Commonwealth           | Melbourne        | 100 m piani | Semifinale       | 11"84       |                               |
| 2006 | Giochi del Commonwealth           | Melbourne        | 200 m piani | Semifinale       | 24"21       |                               |
| 2006 | Europei                           | Göteborg         | 200 m piani | Semifinale       | 23"93       |                               |
| 2007 | Giochi dei piccoli stati d'Europa | Fontvieille      | 100 m piani | Oro              | 11"58       |                               |
| 2007 | Giochi dei piccoli stati d'Europa | Fontvieille      | 200 m piani | Oro              | 23"39       |                               |
| 2007 | Giochi dei piccoli stati d'Europa | Fontvieille      | 4×100 m     | Oro              | 46"45       |                               |
| 2007 | Europei under 23                  | Debrecen         | 200 m piani | Semifinale       | 23"46       |                               |
| 2008 | Giochi olimpici                   | Pechino          | 200 m piani | Quarti di finale | 23"77       |                               |
| 2009 | Giochi dei piccoli stati d'Europa | Nicosia          | 100 m piani | Oro              | 11"40       |                               |
| 2009 | Giochi dei piccoli stati d'Europa | Nicosia          | 200 m       | Oro              | 23"34       |                               |
| 2009 | Giochi dei piccoli stati d'Europa | Nicosia          | 4×100 m     | Oro              | 45"98       |                               |
| 2009 | Giochi del Mediterraneo           | Pescara          | 100 m piani | Bronzo           | 11"55       |                               |
| 2009 | Giochi del Mediterraneo           | Pescara          | 200 m piani | Oro              | 23"16       |                               |
| 2009 | Mondiali                          | Berlino          | 100 m piani | Semifinale       | 11"49       |                               |
| 2009 | Mondiali                          | Berlino          | 200 m piani | 8ª               | 23"05       |                               |
| 2010 | Giochi del Commonwealth           | Nuova Delhi      | 100 m piani | Semifinale       | 11"57       |                               |
| 2010 | Giochi del Commonwealth           | Nuova Delhi      | 200 m piani | Semifinale       | 23"15       |                               |
| 2010 | Europei                           | Barcellona       | 200 m piani | 5ª               | 22"61       |                               |
| 2012 | Europei                           | Helsinki         | 100 m piani | Batteria         | 11"64       |                               |
| 2012 | Europei                           | Helsinki         | 200 m piani | 7ª               | 23"59       |                               |
| 2012 | Giochi olimpici                   | Londra           | 200 m piani | Semifinale       | 22"92       |                               |
| 2013 | Giochi del Mediterraneo           | Mersin           | 100 m piani | Bronzo           | 11"55       |                               |
| 2013 | Giochi del Mediterraneo           | Mersin           | 200 m piani | Oro              | 23"18       |                               |
| 2013 | Giochi del Mediterraneo           | Mersin           | 4×100 m     | Argento          | 44"79       |                               |
| 2013 | Mondiali                          | Mosca            | 200 m piani | Batteria         | 24"07       |                               |
| 2016 | Europei                           | Amsterdam        | 200 m piani | Batteria         | 23"58       |                               |
| 2016 | Europei                           | Amsterdam        | 4×100 m     | Batteria         | 43"87       | Record nazionale              |
| 2016 | Giochi olimpici                   | Rio de Janeiro   | 200 m piani | Batteria         | 23"27       |                               |
| 2017 | Europei indoor                    | Belgrado         | 400 m piani | Batteria         | 54"31       |                               |
| 2017 | Mondiali                          | Londra           | 400 m piani | Batteria         | 53"26       |                               |
| 2018 | Giochi del Mediterraneo           | Tarragona        | 400 m piani | Oro              | 51"19       | Miglior prestazione personale |
| 2018 | Giochi del Mediterraneo           | Tarragona        | 4×100 m     | 4ª               | 44"72       |                               |
| 2018 | Giochi del Commonwealth           | Gold Coast       | 400 m piani | Semifinale       | 52"38       |                               |
| 2019 | Europei indoor                    | Glasgow          | 400 m piani | Batteria         | 53"49       | Miglior prestazione personale |
| 2019 | Mondiali                          | Doha             | 400 m piani | Batteria         | 51"90       |                               |
| 2021 | Giochi olimpici                   | Tokyo            | 400 m piani | Semifinale       | 50"80       | Record nazionale              |